# Olavus Langelius
Olavus Langelius, född 3 april 1648 i Linköping, död 6 februari 1716 i Linköping, var en svensk präst och domprost.

## Biografi
Langelius föddes 3 april 1648 i Linköping. Han var son till kyrkoherden Nicolaus Langelius och Anna Lundius i Östra Husby församling. Langelius studerade i Linköping. 20 oktober 1666 blev han student vid Uppsala universitet. 13 juni 1676 avlade han magisterexamen. Langelius blev 1679 konrektor vid Linköpings trivialskola. Han prästvigdes 25 mars 1681. 1683 blev han lektor i grekiska. 1690 blev Langelius lektor i vältalighet. 1693 blev han kyrkoherde i Landeryds församling och andra teologi lektor. Han bytte samma år pastorat till Skeda församling. 1694 blev han första teologi lektor. 1695 blev han domprost i Linköpings församling. Langelius avled 6 februari 1716 i Linköping. Han begravdes i Linköpings domkyrka.

### Familj
Langelius gifte sig 10 januari 1682 med Catharina Jönsdotter (1659–1737). Hon var dotter till kronobefallningsmannen Jöns Andersson på Valla i Kättilstads socken. De fick tillsammans barnen assessorn Nils Bildensköld (1683–1740) i Svea hovrätt, auditören Johan Langelius (1684–1709), Anna Langelius som var gift med kyrkoherden Simon Löfgren i S:t Laurentii församling, Söderköping, Christina Langelius som var gift med kyrkoherden Johannes Wenelius i Asby församling, ryttmästaren Olof Langell (1691–1722), Samuel Langelius (1692–1692), Catharina Langelius som var gift med kyrkoherden Johan Rydberg i Väderstads församling och mor till Olof Langelius, samt Birgitta Langelius (1695–1698).